# Lipina Stara
Lipina Stara – wieś w Polsce położona w województwie lubelskim, w powiecie zamojskim, w gminie Skierbieszów.
W latach 1954–1961 wieś należała i była siedzibą władz gromady Lipina Stara, po jej zniesieniu w gromadzie Skierbieszów. W latach 1975–1998 miejscowość administracyjnie należała do województwa zamojskiego.
Wieś jest sołectwem w gminie Skierbieszów. Według Narodowego Spisu Powszechnego z roku 2011 wieś liczyła 149 mieszkańców.
Wierni Kościoła rzymskokatolickiego należą do parafii Wniebowzięcia Najświętszej Maryi Panny w Skierbieszowie.

## Historia
Według Słownika geograficznego Królestwa Polskiego z roku 1884 Lipiny alias Lipina, wieś i folwark, w powiecie zamojskim, gminie i parafii Skierbieszów. Wieś leży na północny wschód od ówczesnej granicy powiatu zamojskiego, w lesistej okolicy, odległa od Zamościa wiorst 19 i od gminy wiorst 7. W roku 1884 posiadała domów dworskich w liczbie 2, włościańskich 11, mieszkańców 91 osób, z gruntem 704 mórg obszaru. z których 158 mórg należy do włościan, natomiast 220 mórg ziemi ornej, 45 łąk i 281 mórg lasu stanowią posiadłość dworską według noty słownika własność Gepnera.
Według spisu powszechnego z roku 1921 Lipina Stara liczyła 26 domów i 161 mieszkańców, wyłącznie Polaków.